# Buccochromis oculatus
Buccochromis oculatus är en fiskart som först beskrevs av Trewavas, 1935.  Buccochromis oculatus ingår i släktet Buccochromis och familjen Cichlidae. IUCN kategoriserar arten globalt som otillräckligt studerad. Inga underarter finns listade.